# Ібрагім Меграбан
Ібрагім Меграбан Рудбанех (перс. ابراهیم مهربان رودبنه; нар. 1 лютого 1972) — іранський борець вільного стилю, дворазовий чемпіон Азії, чемпіон Азійських ігор, чемпіон та бронзовий призер Кубків світу, учасник Олімпійських ігор.

## Життєпис
Боротьбою почав займатися з 1978 року.
Тренер — Амір Хадем.

## Спортивні результати на міжнародних змаганнях

### Виступи на Олімпіадах
| Змагання                    | Збірна | Вагова категорія           | Місце |
| --------------------------- | ------ | -------------------------- | ----- |
| Літні Олімпійські ігри 1996 | Іран   | вільна боротьба, до 130 кг | 12    |

### Виступи на Чемпіонатах світу
| Змагання                        | Збірна | Вагова категорія           | Місце |
| ------------------------------- | ------ | -------------------------- | ----- |
| Чемпіонат світу з боротьби 1994 | Іран   | вільна боротьба, до 130 кг | 8     |
| Чемпіонат світу з боротьби 1995 | Іран   | вільна боротьба, до 130 кг | 7     |
| Чемпіонат світу з боротьби 1997 | Іран   | вільна боротьба, до 130 кг | 10    |

### Виступи на Чемпіонатах Азії
| Змагання                       | Збірна | Вагова категорія           | Місце  |
| ------------------------------ | ------ | -------------------------- | ------ |
| Чемпіонат Азії з боротьби 1996 | Іран   | вільна боротьба, до 130 кг | Золото |
| Чемпіонат Азії з боротьби 1997 | Іран   | вільна боротьба, до 125 кг | Золото |

### Виступи на Азійських іграх
| Змагання           | Збірна | Вагова категорія           | Місце  |
| ------------------ | ------ | -------------------------- | ------ |
| Азійські ігри 1994 | Іран   | вільна боротьба, до 130 кг | Золото |

### Виступи на Кубках світу
| Кубок світу з боротьби 1994 | Іран | вільна боротьба, до 130 кг | 4      |
| Кубок світу з боротьби 1995 | Іран | вільна боротьба, до 130 кг | 4      |
| Кубок світу з боротьби 1996 | Іран | вільна боротьба, до 130 кг | Золото |
| Кубок світу з боротьби 1999 | Іран | вільна боротьба, до 130 кг | 5      |
| Кубок світу з боротьби 2001 | Іран | вільна боротьба, до 130 кг | Бронза |

### Виступи на інших змаганнях
| Змагання                                        | Збірна | Вагова категорія           | Місце  |
| ----------------------------------------------- | ------ | -------------------------- | ------ |
| Кубок Азії і Океанії з боротьби 1997            | Іран   | вільна боротьба, до 130 кг | Золото |
| Чемпіонат світу з боротьби серед студентів 1998 | Іран   | вільна боротьба, до 130 кг | 4      |